# Andreas Vevera
Andreas Vevera (* 24. September 1971) ist ein österreichischer Tischtennisspieler. Bei den Sommer-Paralympics 2008 in Peking gewann er eine Goldmedaille im Tischtennis-Einzel.

## Leben
Vevera ist seit einem Motorbootunfall im Mai 1988 querschnittgelähmt und sitzt im Rollstuhl. Bei einem Urlaub am Mittelmeer hatte er ein Motorboot gechartert, mit dem er auf einer Sandbank aufsaß. Sein Vater konnte ihm das Leben retten, aber er erlitt bei dem Unfall einen Halswirbelbruch, wodurch Beine und Bauch seither komplett, Arme und Hals zum Teil gelähmt sind. Seine Fußballerkarriere, er war Stürmer (Rückennummer 11) beim Wiener Sport-Club, war damit beendet. Neben den Schmerzen verursachten die Verletzungen auch Atem- und Kreislaufprobleme. Im AUVA-Rehabilitationszentrum Weißer Hof musste er in monatelanger Rekonvaleszenz so selbstverständliche Dinge wie Atmen, Essen, Trinken, Anziehen und Schreiben neu lernen bzw. umlernen. Dort fand er die Liebe zum Rollstuhltischtennis und 1989 seinem ersten Trainer Rudolf Hajek.

Seit 2003 trainiert Vevera mit Doris Mader und feiern seitdem gemeinsam große Erfolge.
Eine neue berufliche Tätigkeit fand er als Sekretär in einer Integrationsschule mit 100 behinderten und 200 nichtbehinderten Kindern. Sportlich konzentrierte er sich in der Folge auf das Tischtennisspielen. Der Rechtshänder ist im A-Kader des österreichischen Nationalteams und spielt für den in Klosterneuburg beheimateten BSV Weißer Hof. Im Oktober 2006 wurde er bei den Weltmeisterschaften in der Schweiz Vizeweltmeister und dadurch Nr. 1 der Weltrangliste in der Handicap-Klasse 1. Bei den Sommer-Paralympics 2008 gewann er Gold vor den Koreanern Jae-Kwan Cho (Silber) und Hae-Kon Lee (Bronze). Mit seinem Nationalteamkollegen Hans Ruep kamen viele Medaillen im Teambewerb hinzu.
Von 2002 bis 2019 leitete er den Tischtennisverein BSV Weißer Hof sehr erfolgreich (gewannen über 150 Medaillen) und von 2005 bis 2013 spielte er im Österreichischen Para Tischtennis Nationalteam.

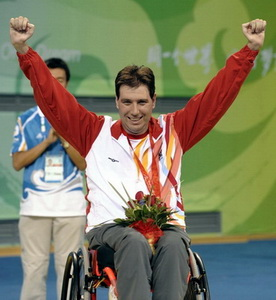
Andreas Vevera bei der Siegerehrung – Paralympics 2008

## Erfolge
- Paralympicssieger: 2008
- Europameister: 2007, 2011
- Vize-Weltmeister: 2006
- Vize-Europameister: 2009
- Vize-Team-Europameister: 2007
- 3. Platz Weltmeisterschaft: 2010
- 3. Platz Team-Europameisterschaft: 2009, 2011, 2013
- 4. Platz Team-Olympia: 2008, 2012
- 4. Platz Team-Weltmeisterschaft: 2006, 2010
- 5. Platz Olympia: 2012
- 5. Platz Europameisterschaften: 2013
- Tetra Open Cologne Sieger: 2006 (größtes Tetra-TT-Turnier der Welt)
- 9-facher Österreichischer Staatsmeister im Einzel: 1992, 1994, 1998, 2008, 2012, 2013, 2014, 2015, 2016
- 7-facher Österreichischer Staatsmeister im Mixed-Doppel: 2004, 2007, 2008, 2009, 2010, 2011, 2014
- 5-facher Österreichischer Vize-Staatsmeister im Einzel: 2007, 2009, 2010, 2011, 2017
- 3-facher Österreichischer Vize-Staatsmeister im Mixed-Doppel: 2003, 2006, 2013
- 2-facher Österreichischer Vize-Staatsmeister im Doppel: 2014, 2017
- 7-facher Niederösterreichischer Landesmeister: 2006, 2010, 2011, 2012, 2013, 2014, 2015
- 2-facher Niederösterreichischer Vize-Landesmeister: 2007, 2017
- 5-facher Niederösterreichischer Mixed-Doppel-Landesmeister: 2010, 2011, 2012, 2013, 2014
- 1-facher Niederösterreichischer Vize-Mixed-Doppel-Landesmeister: 2015
- 6-facher Niederösterreichischer Doppel-Landesmeister: 2005, 2007, 2011, 2015, 2017, 2018
- 5-facher Niederösterreichischer Vize-Doppel-Landesmeister: 1998, 1999, 2013, 2014, 2019
- 3-facher Österreichischer Senioren Doppel-Meister: 2013, 2016, 2019
- 1-facher Österreichischer Senioren Mixed-Doppel-Meister: 2016

Sieger von mehreren Turnieren im In- und Ausland und Int. Weltranglistenturniere:

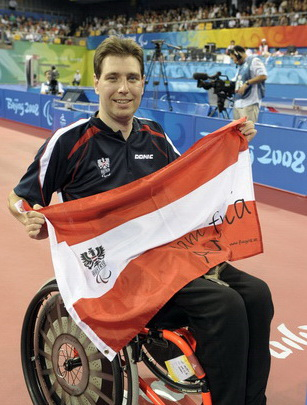
Andreas Vevera bei den Paralympics 2008

- 5× Slowenien Open: 2005, 2008, 2009, 2011, 2013
- 4× Slowakei Open: 2005, 2007, 2008, 2011
- 2× Austria Open: 1999, 2008
- 2× Ungarn Open: 2006, 2009
- 2× Italien Team Open: 2012, 2013
- 1× German Open: 2006
- 1× Kroatien Open: 2007
- 1× Tschechien Open: 2010
- 1× Italien Open: 2013
- 1× Slowakei Team Open: 2006
- 1× Rumänien Team Open: 2010

Nr. 1 der Weltrangliste: 1530 Tage
- Nr. 1 der Weltrangliste: 2006, 2007, 2013 (nicht durchgehend)
- Nr. 1 der Weltrangliste: 2008 bis 2011 (durchgehend)

## Statistik
- Int. Turniersiege: 24
- Int. Finalspiele: 51
- Int. Podestplätze: 75
- Nr. 1 der Weltrangliste: 1530 Tage
- Top 3 der Weltrangliste: 2800 Tage
- Ö-Staatsmeister: 16
- NÖ-Landesmeister: 18
- Ö-Seniorenmeister: 4
- EM, WM, Olympiamedaillen: 10

## Auszeichnungen

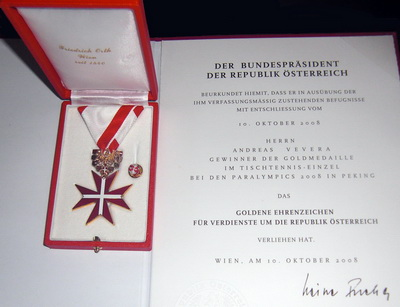
Andreas Vevera Auszeichnung 2008

- 2006: Niederösterreichischer Versehrtensportler des Jahres
- 2006: Goldenes Ehrenabzeichen des NÖTTV
- 2006: Silbernes Ehrenzeichen für Verdienste um die Republik Österreich[1]
- 2008: Niederösterreichischer Versehrtensportler des Jahres
- 2008: Goldenes ÖTTV-Ehrenabzeichen
- 2008: Goldenes Ehrenabzeichen Land NÖ
- 2008: Goldenes Ehrenzeichen für Verdienste um die Republik Österreich[1]
- 2008: 2. Platz Österreichische Versehrtensportler
- 2010: 3. Platz Niederösterreichischer Versehrtensportler
- 2011: 2. Platz Niederösterreichischer Versehrtensportler
- 2011: 2. Platz NÖN-Klosterneuburg Sportlerwahl
- 2013: 1. Platz NÖN-Klosterneuburg Sportlerwahl
- 2013: 2. Platz Niederösterreichischer Versehrtensportler
- 2015: Niederösterreichische Sportlegende
- 2023: Top 3 ÖTTV-Jahrhundertsportlerwahl

## Trainer
- Andreas Zankl (Sportlehrer RZ Weißer Hof)
- Florian Stöger (Ex-Sportlehrer RZ Weißer Hof)
- Rudolf Hajek (Paralympicsieger, Welt- und Europameister, Nr. 1 der Weltrangliste)
- Ronald Fischer (Österreichischer Ex-Para-Nationaltrainer)
- Johann Knoll (Österreichischer Para-Nationaltrainer)
- Thomas Haider (Österreichischer Ex-Para-Nationalcoach)
- Doris Mader (Vize-Paralympicsiegerin, Nr. 5 der Weltrangliste)

## Weblinks

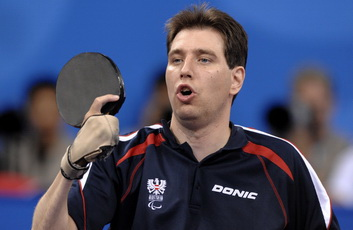
Andreas Vevera – Peking 2008